# Phare de Scogli Porri
Le phare de Scogli Porri (en italien : Faro di Scogli Porri) est un feu situé sur l'îlot de Scogli Porri qui se trouve sur le territoire de la commune de Ispica en mer Méditerranée, dans la province de Raguse (Sicile), en Italie.

## Histoire
Le phare a été mis en service en 1912 sur les rochers dangereux au large de Santa Maria el Focallo, à environ 8 km au sud-est de Pozzallo. Le phare est entièrement automatisé et alimenté à l'énergie solaire. Il est géré par la Marina Militare.

## Description
Le phare  se compose d'une colonne metallique de 6 m de haut supportant une petite lanterne automatique et d'un panneau photovoltaïque. Il émet, à une hauteur focale de 7 m, deux éclats blancs toutes les 10 secondes. Sa portée est de 7 milles nautiques (environ 13 km).
Identifiant : ARLHS : ITA-159 ; EF-2930 - Amirauté : E1888 - NGA : 10208 .

## Caractéristiques dufeu maritime
Fréquence : 6 secondes (W)
- Lumière : 1 seconde
- Obscurité : 1 seconde
- Lumière : 1 seconde
- Obscurité : 3 secondes

|              |
| Scogli Porri |

### Lien connexe
- Liste des phares de la Sicile